# North Lakhimpur
North Lakhimpur là một thành phố và là nơi đặt ban đô thị (municipal board) của quận Lakhimpur thuộc bang Assam, Ấn Độ.

## Nhân khẩu
Theo điều tra dân số năm 2001 của Ấn Độ, North Lakhimpur có dân số 54.262 người. Phái nam chiếm 53% tổng số dân và phái nữ chiếm 47%. North Lakhimpur có tỷ lệ 69% biết đọc biết viết, cao hơn tỷ lệ trung bình toàn quốc là 59,5%: tỷ lệ cho phái nam là 73%, và tỷ lệ cho phái nữ là 64%. Tại North Lakhimpur, 13% dân số nhỏ hơn 6 tuổi.